# ریتوناویر
ریتوناویر (Ritonavir) دارویی است در ترکیب با دیگر عوامل ضد ویروسی برای درمان عفونت HIV به کار می‌رود.
ریتوناویر یک دارو ضد ویروسی می‌باشد که مانع از تکثیر (HIV) ویروس نقص ایمنی انسانی در بدن می‌شود، این دارو یک مهار کننده پروتئاز HIV است که با مسدود کردن رشد HIV کار می‌کند.
ریتوناویر برای درمان HIV، که موجب سندرم نقص ایمنی اکتسابی (AIDS) می‌شود استفاده می‌شود.